# Kotalipara Upazila
Kotalipara Upazila är ett underdistrikt i Bangladesh.   Det ligger i provinsen Dhaka, i den centrala delen av landet, 90 km sydväst om huvudstaden Dhaka.
Trakten runt Kotalipara Upazila består till största delen av jordbruksmark. Runt Kotalipara Upazila är det mycket tätbefolkat, med 1 018 invånare per kvadratkilometer.